# Rene Gabri
Rene Gabri (* 1968 in Teheran) ist ein iranisch-US-amerikanischer Videokünstler.

## Leben und Werk
René Gabri ist in Teheran geboren und lebte in Athen und Los Angeles, bevor er nach New York zog. 1999 schloss er sein Studium am Independent Study Program am Whitney Museum of American Art ab. Er lehrte an der Università Iuav di Venezia und an der City University of New York. Zusammen mit Ayreen Anastas und and and and war er Teilnehmer der dOCUMENTA (13). Das Buch The Meaning of Everything, Vol. 1 von Ayreen Anastas und René Gabri wurde 2009 von der Paraguay Press in Paris veröffentlicht.

## Filmografie
- 2002: Movements
- 2005: Pasolini Pa* Palestine
- 2009: M* of Bethlehem

## Initiativen
- 1999: 16 Beaver Group (16beavergroup.org)
- 2000: SDUK Society for the Diffusion of Useful Knowledg
- 2002: Radioactive / Homeland Security Cultural Bureau
- 2003: Operation How, Now, Wow, A Festival of Dissent
- 2006: Camp Campaign (campcampaign.info)[4]
- 2007: Un Groupe Comme les Autres